# باولا شالمرز
باولا شالمرز (بالإنجليزية: Paula Chalmers)‏ هي لاعبة اتحاد الرغبي بريطانية، ولدت في 8 يونيو 1972.